# Ricardo González Alfonso
Ricardo González Alfonso (La Habana, Cuba, 1950) es un periodista, escritor y poeta cubano. Fue detenido el 18 de marzo del 2003 y condenado a 20 años de cárcel.

Reporteros Sin Fronteras le otorgó a González el premio Periodista del Año en 2008.

## Antecedentes
Desde 1988 trabajó como guionista para la televisión cubana. En 1995, González comienza a trabajar para Cuba Press, una agencia de noticias independiente, en 1997 es nombrado sub director. Desde 1998 y hasta el 2010 trabajó como corresponsal de Reporteros sin Fronteras. En 1998 funda la biblioteca independiente Jorge Mañach. El 31 de mayo del 2001 funda y preside la Sociedad de Periodistas Manuel Márquez Sterling.
En diciembre del 2002 funda y dirige la revista De Cuba. En el 2003 desde la cárcel dispone la publicación del tercer y último número.

## Prisión
El 18 de marzo del 2003 González fue detenido en su casa el primer día de la ofensiva conocida como la primavera Negra. Las autoridades cubanas le acusaron de estar "a sueldo de Estados Unidos" y " socavar la independencia de Cuba y la integridad territorial ", recibió una pena de prisión de veinte años. Amnistía Internacional lo nombró prisionero de conciencia y pidió su liberación inmediata. Años más tarde, se publica una carta manuscrita por él en el libro Kassiber: Verbotenes Schreiben. Alemania. 2012. p. 352. ISBN 978-3937384832., donde se recopilan documentos de escritores de varios países, presos por causas políticas durante el siglo XX y principios del XXl.

## Obra
- Emigrar al patíbulo y otras crónicas de horror y de humor. Madrid: Editorial Hispano Cubana. 2012. p. 357. ISBN 978-84-937423-6-2.[9]
- Historia Sangrada. Madrid: Editorial Hispano Cubana. 2005. p. 56. ISBN 978-84-609-7285-3.
- Hombres sin Rostros. Sepha. 2005. p. 70. ISBN 978-84-934474-5-8.
- (Con)fines humanos. Editorial Hispano Cubana. 2008. p. 154. ISBN 978-84-936493-4-0.(Estos dos últimos poemarios los escribió clandestinamente en prisión); y la novela juvenil Con los ojos de soñar. Editorial Falsaria. 2016. p. 440. ISBN 978-8494447457.
- Su obra poética ha sido seleccionada para la antología poetas del siglo XXI, y para la antología Versi tra le Sbarre.

## Premios y reconocimientos
González Alfonso fundó y dirigió la revista De Cuba, y la Sociedad de Periodistas Manuel Márquez Sterling, organización que recibió en el 2003 la Mención Especial del Premio María Moors Cabot Universidad de Columbia, de Nueva York, Escuela de Graduados de Periodismo de "la excelencia periodística en América Latina"; además del V Premio de la Fundación Hispano-Cubana.
Recibió el IX Premio de la Fundación Hispano-Cubana Revista Hispano Cubana (30). 2008. p. 157. ISSN 1139-0883.; y el Premio Libertad de Expresión 2010, otorgado por el Puente Democrático.
González Alfonso fue nombrado miembro honorario del PEN de Alemania y del PEN de Finlandia, escribe la carta de agradecimiento al PEN Internacional «El milagro de la libertad» (en español/Inglés). English PEN. 20 de marzo de 2011., y participa en 2012 en la antología "Escribe contra la impunidad" con el artículo «Peligros convergentes» (en español/Inglés). PEN International.
En 2005, fue candidato al Premio José Couso.
En 2008, Reporteros sin Fronteras nombró a González Periodista del Año «El 17 Premio Reporteros Sin Fronteras se entregó hoy en París a un periodista cubano, una radio norcoreana y dos bloggers birmanos». «por su contribución a la supervivencia de una prensa independiente en la isla». Desde la cárcel González envió un mensaje que fue leído en la ceremonia de entrega, y dedicó el premio a otros periodistas encarcelados en Cuba.
Human Rights Wattch le otorgó el Hellman Grant 2008; recibió el IX Premio de la Fundación Hispano-Cubana Revista Hispano Cubana (30). 2008. p. 157. ISSN 1139-0883.; el Premio Libertad de Expresión 2010, otorgado por el Puente Democrático; y ese mismo año le fue conferido el Politiken Freedom Prize, en Dinamarca.
En 2010 recibió el Politiken Freedom Prize.